# Ximenia intermedia
Ximenia intermedia là một loài thực vật có hoa trong họ Olacaceae. Loài này được (Chodat & Hassl.) DeFilipps miêu tả khoa học đầu tiên năm 1969.